# Karlos Celso de Mesquita
Karlos Celso de Mesquita (Castelo, ES, 24 de março de 1941) é um médico brasileiro.
Foi eleito membro da Academia Nacional de Medicina em 2000, ocupando a Cadeira 28, que tem Eduardo Augusto Moscoso como patrono.